# Comuna Iaruha, Moghilău
Iaruga (în ucraineană Яруга) este o comună în raionul Moghilău, regiunea Vinnița, Ucraina, formată din satele Iaruga (reședința) și Ivonivka.

## Demografie
Componența lingvistică a satului Iaruha
     Ucraineană (96,85%)
     Rusă (2,13%)
     Alte limbi (0,77%)
Conform recensământului din 2001, majoritatea populației satului Iaruha era vorbitoare de ucraineană (96,85%), existând în minoritate și vorbitori de rusă (2,13%).